# Hainan

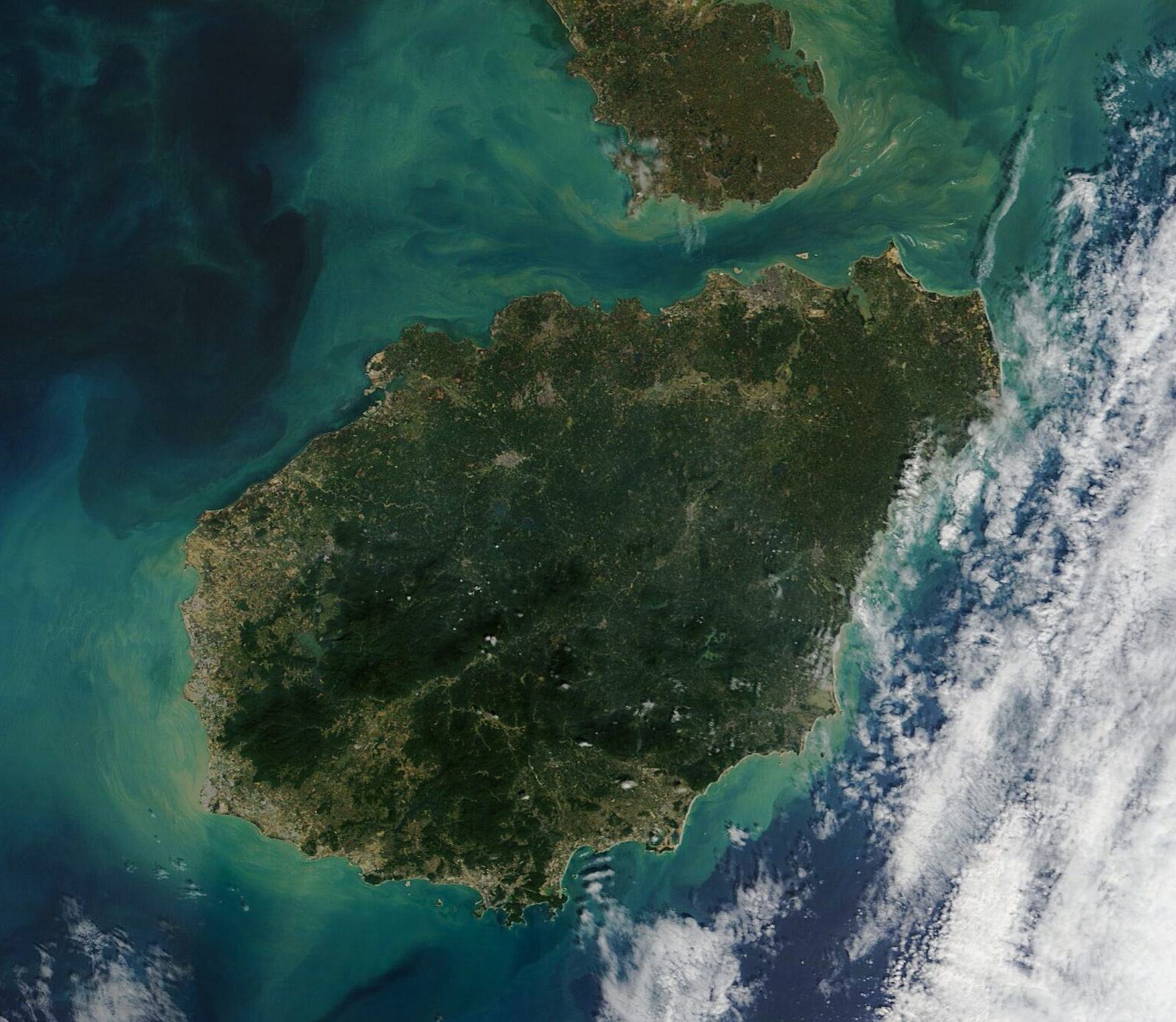
Hainan, aufgenommen am 13. November 2020 vom Satelliten Terra

Hainan (chinesisch 海南省, Pinyin Hǎinán Shěng) Ausspracheⓘ ist seit 1988 eine Provinz im Süden der Volksrepublik China, die aus verschiedenen Inseln besteht. Zuvor war die südlichste Provinz der Volksrepublik ein administrativer Teil der Provinz Guangdong (Kanton) gewesen. Die größte der Inseln heißt ebenfalls Hainan und umfasst 97 % der Fläche der Provinz. Häufig fällt im Zusammenhang mit Hainan auch die Bezeichnung „Hawaii von China“.

## Geographie
Die Insel Hainan (海南島 / 海南岛,  Hǎinán Dǎo – „Südseeinsel“) liegt im Südchinesischen Meer und ist über die ca. 15 bis 30 km breite und durchschnittlich 44 m tiefe Hainanstraße (Straße von Qiongzhou) vom chinesischen Festland abgetrennt. Hainan hat eine Ost-West-Ausdehnung von etwa 210 Kilometern, eine Nord-Süd-Ausdehnung von 165 Kilometern und eine Fläche von 33.920 km². Flächenmäßig ist sie ungefähr halb so groß wie die Insel Ceylon (Sri Lanka) und etwas kleiner als Taiwan. Sie ist damit die zweitgrößte Insel der chinesisch geprägten Welt und die größte der Volksrepublik China. Ihre Lage zwischen dem 18. und 20. nördlichen Längengrad hat sie gemeinsam mit Puerto Rico, Kuba und Hawaii.
Die Insel ist von einer etwa 288 km langen Bergkette durchzogen, die von Nordosten nach Südwesten verläuft. Die höchste Erhebung findet sich mit 1867 m im Bereich des Wuzhishan (五指山 – „Fünf-Finger-Berg“). Es gibt 81 Gipfel, die eine Höhe über 900 m erreichen, und sechs, die über 1350 m hoch sind. Die großen Ebenen erstrecken sich entlang der Küste, insbesondere im Nordosten, wo sie eine Breite von 1 bis 9 Kilometern haben. Die Länge der Küstenlinie beträgt 1528 Kilometer. Etwa 25,4 % der Fläche Hainans sind von Bergen bedeckt, 13,3 % von Hügeln, 32,6 % von Terrassen und 28,7 % von Ebenen. In den Bergen entspringen 154 Fließgewässer, von denen aber nur drei größere, nicht schiffbare Flüsse bilden: Nandu (南渡江), Wanquan (万泉河) und Changhua (昌化江).
Zur Provinz Hainan gehören noch die Zhongsha-Inseln, die Paracel-Inseln und die Spratly-Inseln, wobei diese Inselgruppen auch von Taiwan und Vietnam beansprucht werden.

### Klima
In Hainan herrscht über das gesamte Jahr ein tropisches Klima. Die im Jahresverlauf auftretenden Temperaturunterschiede fallen eher gering aus. Während die Temperatur von Mai bis September durchschnittlich zwischen 25 Grad Celsius und 32 Grad Celsius schwankt, variiert sie von November bis Februar zwischen 15 Grad Celsius und 21 Grad Celsius. Die Monate Juni bis September sind mit etwa neun Regentagen im Monat die regenreichsten Monate. Die restliche Zeit über regnet es an etwa ein bis fünf Tagen im Monat. Der Jahresniederschlag liegt bei 1639 mm. Im Osten der Insel ist er deutlich höher (2000 bis 2400 mm) als im Westen (1000 bis 1200 mm). Etwa 80 Prozent des Jahresniederschlags gehen in der Regenzeit in den Monaten des Monsuns Mai bis September nieder. Zwischen Juni und Oktober können Taifune auftreten, am häufigsten im August und September. Auf Hainan treten relativ starke Winde auf, vor allem im Westen der Insel, mit Windgeschwindigkeiten von 3,8 bis 4,7 m/s.

## Geschichte
Während der letzten Kaltzeit lag der Meeresspiegel tiefer als heute und Hainan war über eine Landbrücke mit dem chinesischen Festland und dem nördlichen Vietnam verbunden. Mit dem Ansteigen des Meeresspiegels wurde Hainan etwa vor 6000 Jahren zu einer Insel. Neolithische Funde von Keramik und Steingut an den Fundstellen Yingdun (英墩) in Sansha, im Stadtbezirk Haitang von Sanya, am Berg Qiaoshan (桥山,  Qiáoshān) und an der Lianziwan-Bucht (蓮子灣,  Liánziwān) im Kreis Lingshui wurden auf die Zeit zwischen 6000 und 3000 v. Chr. datiert. Die ersten neuzeitlichen menschlichen Bewohner der Insel waren vermutlich Angehörige der Ethnie der Li.
Schon zur Zeit der Han-Dynastie (206 v. Chr. bis 220 n. Chr.) gab es zwischen 110 und 46 v. Chr. eine chinesische Militärgarnison in Zhuya (珠崖郡,  Zhūyá jùn) nahe dem heutigen Haikou, und der nordöstliche Teil Hainans wurde als Kreis Dan’er (儋耳郡,  Dàn’ĕr jùn) als chinesisches Hoheitsgebiet verwaltet. Im Jahr 46 v. Chr. wurde die chinesische Militärpräsenz auf der Insel aufgrund zu hoher Kosten wieder aufgegeben. Unter dem General Lu Bode (路博德) wurden die südchinesischen Küstenstreifen befriedet. Darunter fiel im Jahre 110 v. Chr. auch Hainan. Während der östlichen Han-Dynastie (25–220 n. Chr.) war die Insel als „Zhuya-Staat“ (朱崖洲,  Zhūyá zhōu) bekannt, aber nicht unter dauerhafter chinesischer Kontrolle. Während der Tang-Dynastie (631 n. Chr.) wurde die Kreisverwaltung Qiongzhou (瓊州,  Qióng zhōu) nahe dem heutigen Haikou eingerichtet. Hiervon leitet sich die spätere Abkürzung (瓊,  Qióng) für Hainan ab. Im Jahr 741 war Hainan in vier Kreise eingeteilt (Yazhou 崖州, Wan’anzhou 萬安州, Zhenzhou 振州 und Danzhou 儋州).

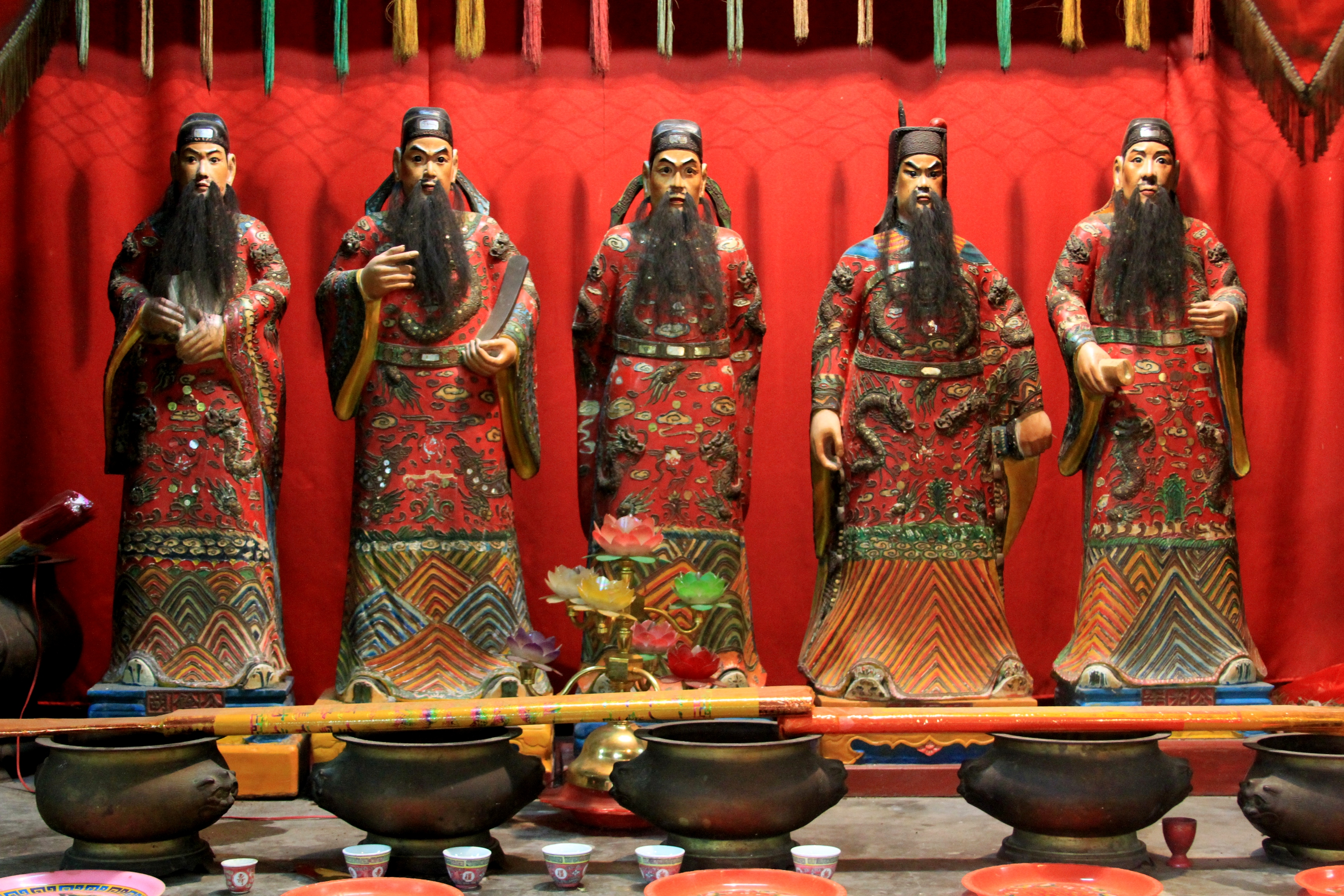
Tempel der Fünf Beamten in Haikou zur Erinnerung an fünf nach Hainan verbannte Staatsbedienstete

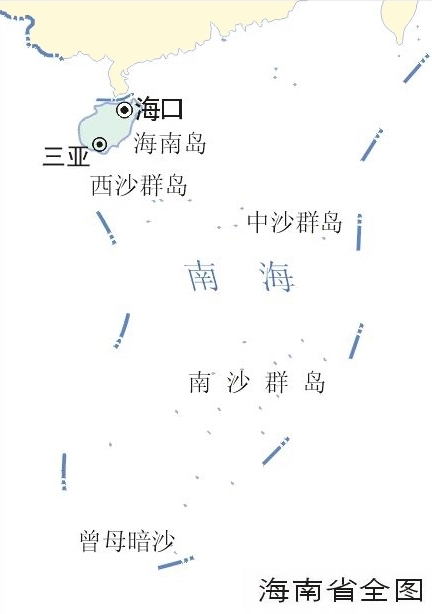
Verwaltungsgebiet der Provinz Hainan (in chinesischer Lesart) – die Hoheit über die Inseln im Südchinesischen Meer wird von anderen Staaten nicht anerkannt

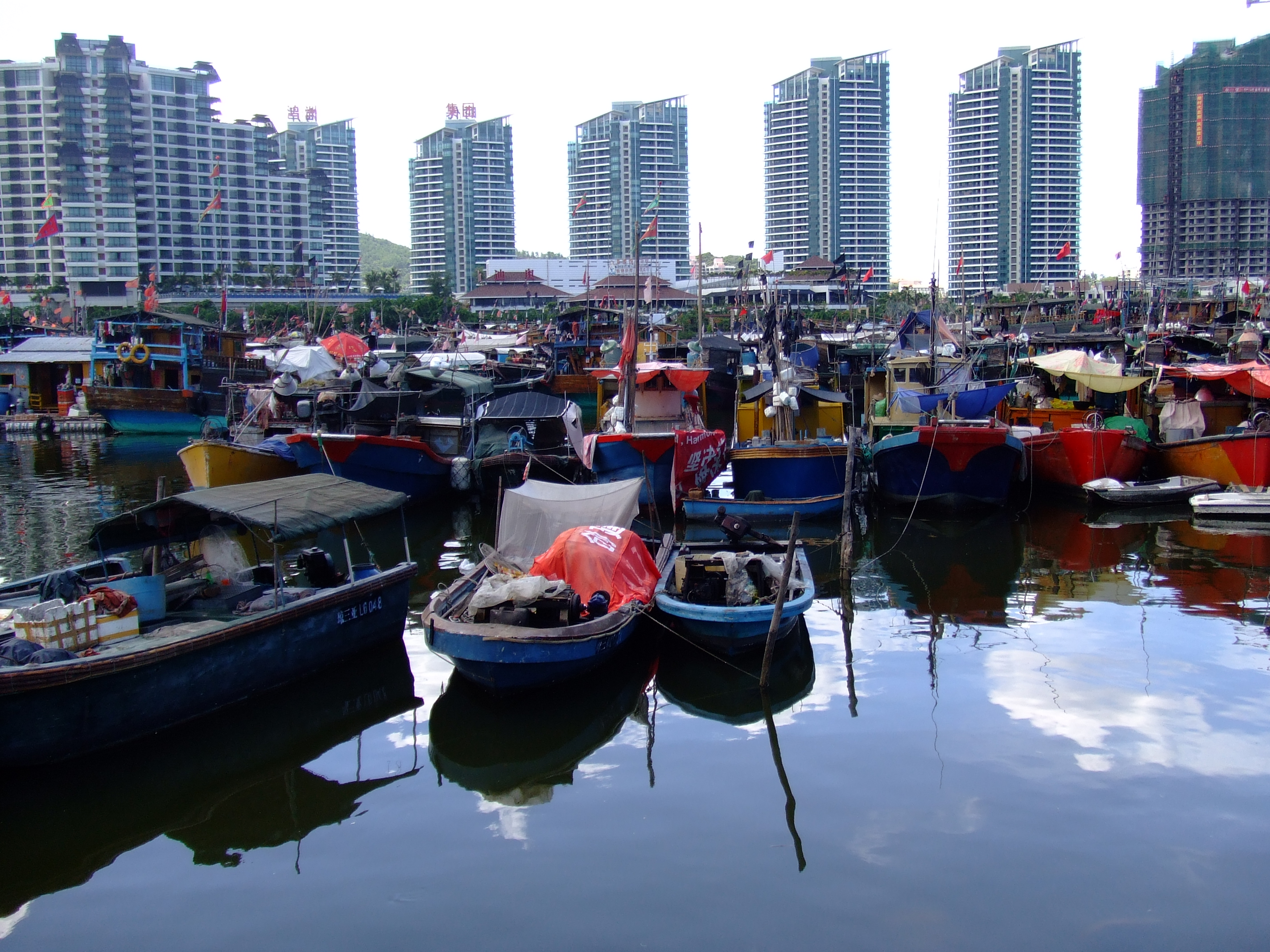
Sanya (Hainan), 2007

Lange Zeit galt die Insel als unwirtlicher Ort, mit einem ungesunden Tropenklima, feindlichen Eingeborenen, und als „Region tropischer Miasmen“ (瘴癘地區,  Zhànglì dìqū), und diente auch als Verbannungsort von unliebsamen Politikern oder Intellektuellen. Beispielsweise verbrachte der Dichter Su Shi († 1101) hier einige Jahre in der Verbannung. Während der Song-Dynastie gab es die erste größere Einwanderungswelle von Han-Chinesen vom Festland. Um das Jahr 1400, zur Zeit der Ming-Dynastie, betrug die Einwohnerzahl der Insel etwa 300.000. Später kam die Insel unter die direkte Jurisdiktion der chinesischen Provinz Guangdong. In den Jahren 1939 bis 1945, während des Zweiten Japanisch-Chinesischen Krieges, war Hainan japanisch besetzt. Am Ende des Chinesischen Bürgerkriegs war die Insel ein letzter Rückzugsort der nationalchinesischen Kuomintang-Regierung, wurde jedoch im Mai 1950 von den Kommunisten erobert. Damit endeten die letzten größeren Kampfhandlungen des Chinesischen Bürgerkrieges. Unter kommunistischer Herrschaft erlebte Hainan eine schwere Hungersnot und Gewalttätigkeiten während der Zeit des „großen Sprungs nach vorn“ 1958–1962.
Hainan wurde mit der Ernennung einer Provinzregierung am 26. April 1988 zu einer eigenständigen Provinz und zugleich zu Chinas größter wirtschaftlicher Sonderzone. Da die Volksrepublik China, wie auch die Vereinten Nationen und fast alle Staaten der Welt, die Insel Taiwan als eigenständigen Staat nicht anerkennt, wird Hainan offiziell als die zweitgrößte Insel der Volksrepublik China geführt, mit einer Größe, die nur etwas geringer ist als die Taiwans.

## Administrative Gliederung
In der Provinz Hainan gab es bei der Volkszählung 2020 vier bezirksfreie Städte. Von diesen waren zwei, die Hauptstadt Haikou und die Stadt Sanya, noch weiter in jeweils vier Stadtbezirke unterteilt. Im April wurde auch die bezirksfreie Stadt Sansha in zwei Stadtbezirke eingeteilt, so dass danach zehn Stadtbezirke existierten. Die vierte bezirksfreie Stadt, Danzhou, war nicht weiter in Stadtbezirke eingeteilt.
Außer den zehn Stadtbezirken unterstehen alle anderen 15 Verwaltungseinheiten auf Kreisebene direkt der Provinzregierung. Es sind dies fünf kreisfreie Städte, vier Kreise, und sechs autonome Kreise. Im Jahr 2020 umfasste die Provinz 22 Straßenviertel, 175 Großgemeinden und 21 Landgemeinden (乡).
| Region                    | Chin.              | Hanyu Pinyin                     | Fläche (km²) | Einwohner (2020) | Verwaltungs- sitz  |
| ------------------------- | ------------------ | -------------------------------- | ------------ | ---------------- | ------------------ |
| Hainan                    | 海南省             | Hǎinán Shěng                     | 35.177,22    | 10.081.232       | Haikou             |
| — Bezirksfreie Städte —   |                    |                                  |              |                  |                    |
| Haikou                    | 海口市             | Hǎikǒu Shì                       | 2.284,27     | 2.873.358        | Xiuying            |
| Sanya                     | 三亚市             | Sānyà Shì                        | 1.918,37     | 1.031.396        | Jiyang             |
| Sansha                    | 三沙市             | Sānshā Shì                       | 13           | 2.333            | Xisha              |
| Danzhou                   | 儋州市             | Dānzhōu Shì                      | 3.394,41     | 954.259          | Nada               |
| — Städte auf Kreisebene — |                    |                                  |              |                  |                    |
| Wuzhishan                 | 五指山市           | Wǔzhǐshān Shì                    | 1.130,81     | 112.269          | Tongshi            |
| Qionghai                  | 琼海市             | Qiónghǎi Shì                     | 1.710,14     | 528.238          | Jiaji              |
| Wenchang                  | 文昌市             | Wénchāng Shì                     | 2.459,18     | 560.894          | Wencheng           |
| Wanning                   | 万宁市             | Wànníng Shì                      | 1.899,86     | 545.992          | Wancheng           |
| Dongfang                  | 东方市             | Dōngfāng Shì                     | 2.272,62     | 444.458          | Basuo              |
| — Landkreise —            |                    |                                  |              |                  |                    |
| Ding’an                   | 定安县             | Dìng'ān Xiàn                     | 1.196,46     | 284.690          | Dingcheng (定城镇) |
| Tunchang                  | 屯昌县             | Túnchāng Xiàn                    | 1.223,97     | 255.335          | Tuncheng (屯城镇)  |
| Chengmai                  | 澄迈县             | Chéngmài Xiàn                    | 2.076,28     | 497.953          | Jinjiang (金江镇)  |
| Lingao                    | 临高县             | Língāo Xiàn                      | 1.343,33     | 420.594          | Lincheng (临城镇)  |
| — Autonome Kreise —       |                    |                                  |              |                  |                    |
| Baisha                    | 白沙黎族自治县     | Báishā Lízú Zìzhìxiàn            | 2.115,66     | 164.699          | Yacha (牙叉镇)     |
| Changjiang                | 昌江黎族自治县     | Chāngjiāng Lízú Zìzhìxiàn        | 1.620,51     | 232.124          | Shilu (石碌镇)     |
| Ledong                    | 乐东黎族自治县     | Lèdōng Lízú Zìzhìxiàn            | 2.765,53     | 464.435          | Baoyou (抱由镇)    |
| Lingshui                  | 陵水黎族自治县     | Língshuǐ Lízú Zìzhìxiàn          | 1.107,88     | 372.511          | Yelin (椰林镇)     |
| Baoting                   | 保亭黎族苗族自治县 | Bǎotíng Lízú Miáozú Zìzhìxiàn    | 1.166,67     | 156.018          | Baocheng (保城镇)  |
| Qiongzhong                | 琼中黎族苗族自治县 | Qióngzhōng Lízú Miáozú Zìzhìxiàn | 2.704,16     | 179.586          | Yinggen (营根镇)   |

1. ↑  Sansha hat eine Landfläche von etwa 13 Quadratkilometern und eine Meeresfläche von mehr als 2,6 Millionen Quadratkilometern.

### Größte Städte
Die zehn größten Städte der Provinz mit Einwohnerzahlen der eigentlichen städtischen Siedlung auf dem Stand der Volkszählung 2020 sind die folgenden:
| Rang | Stadt    | Einwohnerzahl | Rang | Stadt    | Einwohnerzahl |
| 1    | Haikou   | 2.349.239     | 6    | Qionghai | 262.524       |
| 2    | Sanya    | 724.854       | 7    | Dongfang | 257.936       |
| 3    | Danzhou  | 452.158       | 8    | Wanning  | 225.608       |
| 4    | Wenchang | 341.862       | 9    | Lingao   | 210.779       |
| 5    | Chengmai | 300.915       | 10   | Lingshui | 158.159       |

## Bevölkerung
Hainan hatte im Jahre 2008 8.647.300 Einwohner. Davon gehörten 7.139.531 zu den Han-Chinesen und 1.507.721 zu Minderheiten, die sich wie folgt gliedern:
- Li 1.370.346
- Miao 71.718
- Hui-Chinesen 36.382
- Zhuang 1.126
- Sonstige 1.811[8]

Aufgrund von Abtreibungen weiblicher Föten (Geschlechtsselektive Abtreibung) kommen in Hainan pro 100 Mädchen über 130 Jungen zur Welt.
2013 lag die durchschnittliche Lebenserwartung bei 76,3 Jahren.

## Wirtschaft
1988 wurde Hainan zu einer eigenständigen Provinz und zu Chinas größter Sonderwirtschaftszone.
Zur 20-Jahr-Feier im Jahr 2008 gab Peking einen neuen Dreijahresplan für die Insel bekannt. Danach sollte ihre Entwicklung zu einem internationalen Anlaufpunkt fürWarenumschlag, Handel und Tourismus vorangetrieben werden. Dazu gehören auch die Einrichtung von Freihandelszonen (Duty free shops) auf Hainan und der Ausbau des Hafens Yangpu an der Westküste der Insel zu einem Freihandelshafen.
Da der infrastrukturelle Fokus der Insel auf dem Tourismus liegt, ist es auch aufgrund der geografischen Gegebenenheiten kaum zu Ansiedlungen von Industrien für den Export gekommen.
Landwirtschaft wie der Anbau von Reis, Kaffee, Tee und Nüssen spielt eine verhältnismaßig große Rolle.
Der Prokopfeinkommen liegt im Jahre 2022 bei rund 75000 Renminbi und damit im hinteren Mittelfeld der chinesischen Provinzen.

### Militärstandorte
Im Süden Hainans befindet sich die bedeutende Marinebasis Sanya. Darüber hinaus beherbergt die Insel eine Reihe von Luftwaffenstützpunkten und gilt – nicht zuletzt wegen ihrer strategischen Lage in der Nähe wichtiger Seehandelsrouten – als wichtiger Standort der elektronischen Aufklärung der Volksbefreiungsarmee.
Weiters befinden sich in der Provinz von der Regierung betriebene leistungsstarke Rundfunk-Störsender, deren Störaussendungen auf Kurzwelle, welche den Vereinbarungen im Rahmen der Internationalen Fernmeldeunion widersprechen, unter günstigen atmosphärischen Bedingungen weltweit zu empfangen sind.

### Raumfahrt
Nach langjährigen Machbarkeitsstudien beschloss der chinesische Staatsrat im Herbst 2007 den Bau eines neuen Raumfahrtzentrums bei Wenchang auf Hainan (siehe: Kosmodrom Wenchang), das von einheimischen Politikern vornehmlich aus wirtschaftlichen Gründen seit langem vehement befürwortet worden war. Die Grundsteinlegung erfolgte am 14. September 2009, am 10. September 2014 meldete Generalmajor Yang Liwei, stellvertretender Direktor des Büros für bemannte Raumfahrt, die Einsatzbereitschaft des Kosmodroms. Von dem über elf Quadratkilometer großen Gelände werden mit Trägerraketen vom Typ Langer Marsch 5, Langer Marsch 7 und Langer Marsch 8 Satelliten, Tiefraumsonden und Frachtraumschiffe vom Typ Tianzhou gestartet. Ab 2029 soll dort auch die projektierte Superschwerlastrakete Langer Marsch 9 zum Einsatz kommen. Außerdem wurde in Wenchang ein Themenpark für Luft- und Raumfahrt eingerichtet. Der am 23. Oktober 1981 entdeckte Asteroid (3024) Hainan trägt seit 1989 den Namen der damals neugegründeten Provinz.

## Tourismus

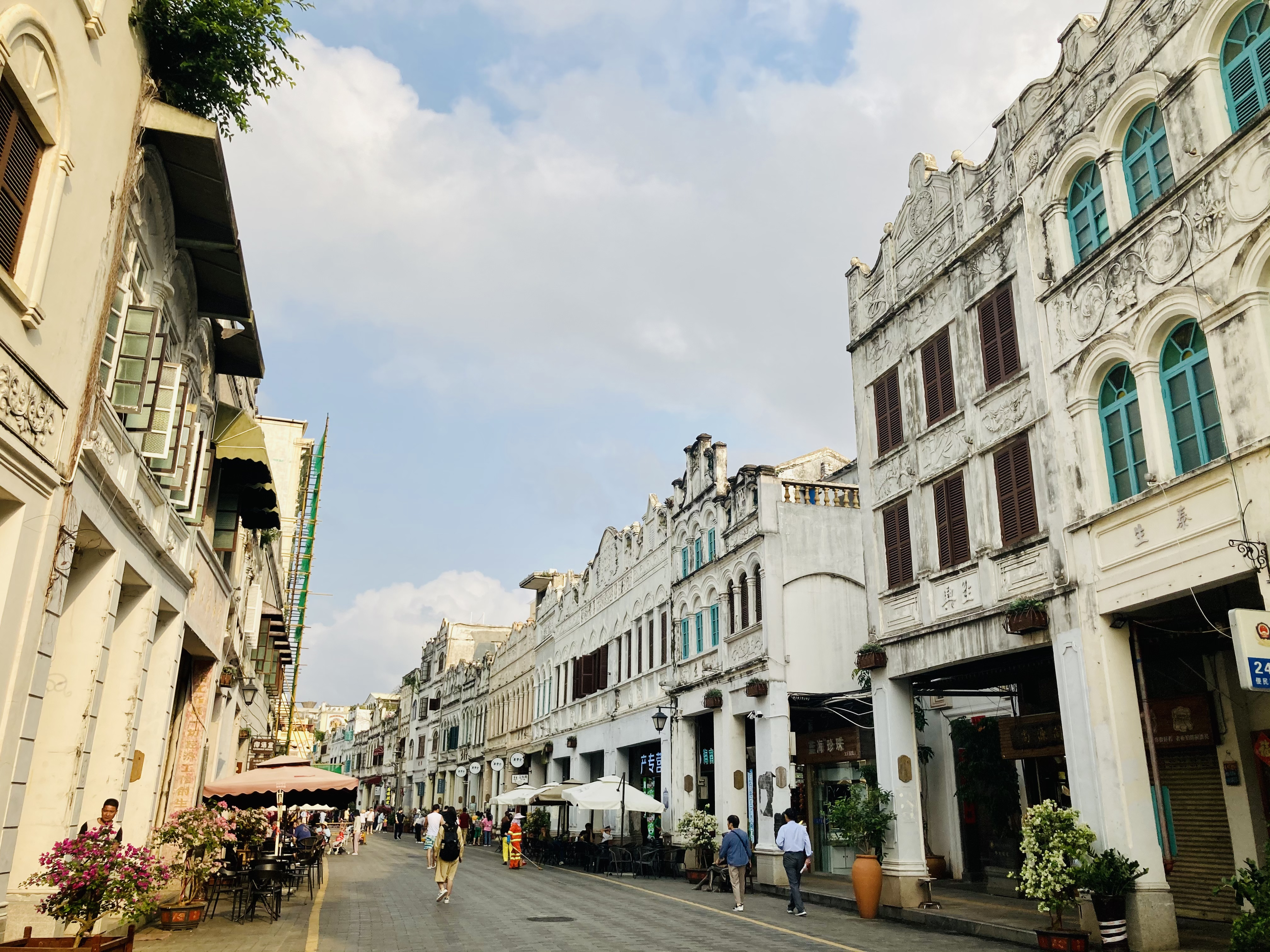
Altstadt von Haikou, 2021

Während die Insel früher ein Exil für in Ungnade gefallene chinesische Staatsdiener war und später hauptsächlich Rucksacktouristen kamen, gewinnt Hainan seit einigen Jahren zunehmend an Renommee und ist mittlerweile eines der bekanntesten Tourismusgebiete der Volksrepublik. Im Jahr 2023 wurde die Insel von mehr als 90 Millionen Touristen besucht.

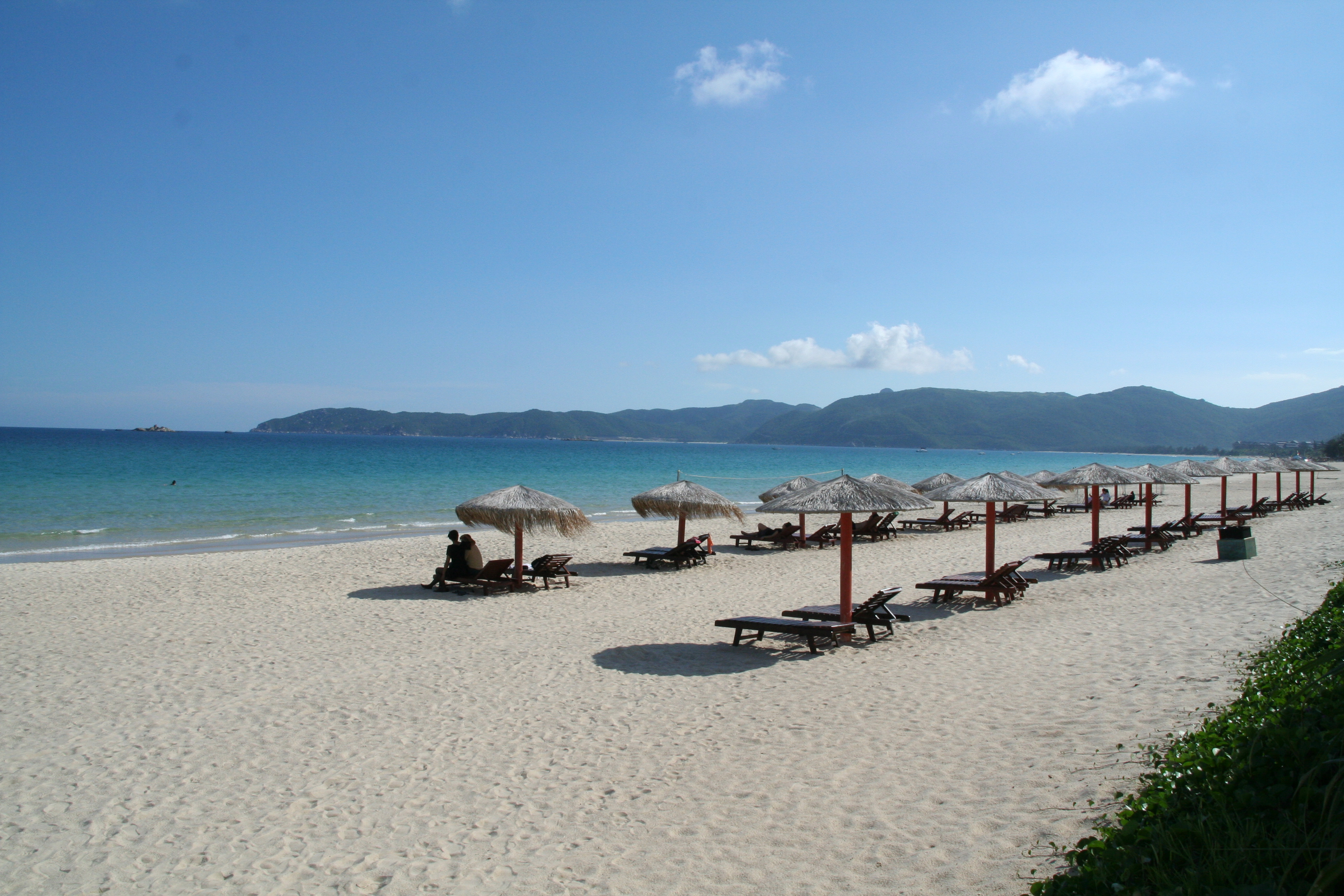
Strand auf Hainan, 2007

Besonders Sanya wird als Urlaubsziel immer beliebter. Nach Statistiken der Lokalregierung kamen 2007 etwa 500.000 auswärtige Touristen nach Sanya, eine Steigerung von 30 Prozent gegenüber dem Vorjahr. Durch die rasche Entwicklung des Tourismus boomen auch die Branchen Hotellerie und Immobilienwirtschaft. Aufgrund eines Sondererlasses der chinesischen Zentralregierung durften bis zum Beginn der COVID-19-Pandemie Reisende aus 21 Ländern ohne Visum nach Hainan einreisen. Auf dem Gebiet des Autonomen Kreises Lingshui der Li, in der Nähe von Sanya, befindet sich das Naturschutzgebiet Nanwan-Affeninsel für Rhesusaffen, ein sehr beliebtes Touristenziel.
Hainan wird auch „Chinas Hawaii“ genannt. Auf der Insel stehen mehr als zwanzig Golfplätze zur Verfügung. In Bo'ao im Osten Hainans fand bis zum Beginn der COVID-19-Pandemie ein jährliches Treffen hochrangiger Politiker und Wirtschaftsmanager ostasiatischer Staaten statt, das Boao Forum.
Die Hauptstadt der Provinz Hainan ist die Stadt Haikou. Die Stadt ist auch bekannt als Kokosnuss-Stadt und hat interessante historische Sehenswürdigkeiten und einen für die Provinz wichtigen Hafen. Der sogenannte „Tempel der Fünf Beamten“ besteht aus fünf traditionellen Tempeln und Hallen, die zu Ehren von fünf Beamten der Tang-Dynastie (618–907) und der Song-Dynastie (960–1279) errichtet wurden.
Die Grabstätte des Hai Rui (海瑞墓) ist ein nationales Kulturdenkmal und stammt aus dem Jahr 1589. Die Grabstätte wurde zum Gedenken an die vielen guten Dinge errichtet, die Hai Rui während seines Lebens getan hatte, und befindet sich im Südwesten der Stadt Haikou. Hai Rui war ein sehr beliebter Beamter mit hainanesischer Herkunft, der zur Zeit der Ming-Dynastie lebte. Er war berühmt für seine lebenslange Ehrlichkeit und seine Bereitschaft, sich für die lokale Bevölkerung starkzumachen. Später fiel er beim Kaiser in Ungnade und wurde verfolgt.
Die Festung Xiuying-Barbette wurde 1891 gebaut, um den Südosten Chinas während des Sino-Französischen Krieges zu verteidigen. Die fünf großen Kanonen auf der Festung sind noch intakt und können besichtigt werden. Die Festung befindet sich an der Haixiu-Straße im Stadtbezirk Xiuying von Haikou.
Die Insel Hainan hat viele Strände und auch heiße Quellen. Touristisch beliebte Gebiete sind die Yalong-Bucht und der Badeort Dadonghai in der Nähe von Sanya, der Surfer-Ort Houhaicun, der Sieben-Finger-Berg (Qizhi Shan), die heiße Quelle Guantang in Qionghai, der botanische Garten von Wanning und der Wanquan Fluss. Er entspringt am Wuzhi-Berg in Wuzhishan und ist mit einer Länge von 163 km der drittlängste Fluss in Hainan. An seinem Ober- und Unterlauf wachsen üppige Bäume und Palmen. Der Abschnitt in Qionghai wurde zu einem Touristengebiet erschlossen.